# Celeste en Buenos Aires
Celeste en Buenos Aires es un EP de Celeste Carballo, lanzado por BMG en 1991.
Fue grabado con la asistencia de Amílcar Gilabert, contiene cuatro temas, entre ellos "Queja", un poema de Alfonsina Storni, musicalizado por Celeste y "Yo no te pido", de Pablo Milanés en una versión muy personal.

## Lista de temas
1. Tu amor es lila. (Celeste Carballo/Didi Gutman)
2. Queja. (Alfonsina Storni/Celeste Carballo)
3. Yo no te pido. (Pablo Milanés)
4. La otra orilla. (Celeste Carballo/Roxana Curras)

## Músicos
- Celeste Carballo: Piano acústico, guitarra acústica, Fender Telecaster y voz.
- María Gabriela Epumer: Guitarra.
- Daniel Avila: Batería.
- Didi Gutman: Teclados.
- Tweety González: Teclados, piano, sampler de baterías y bajo.
- Claudia Sinesi: Bajo.
- Roxana Curras: Guitarra acústica y programación de batería Alesis.
- Feliz Valls: Fender Telecaster.